# Parosmia (bướm đêm)
Parosmia là một chi bướm đêm thuộc họ Noctuidae.